# Euderces guerinii
Euderces guerinii là một loài bọ cánh cứng trong họ Cerambycidae.